# Berenjavīn
Berenjavīn (persiska: بِرَنجَبين, برِنج بن, Beranjabīn, Berūnjavīn, برونجوين, برنجوين) är en ort i Iran.   Den ligger i provinsen Golestan, i den norra delen av landet, 400 km öster om huvudstaden Teheran. Berenjavīn ligger 1 034 meter över havet och antalet invånare är 816.
Terrängen runt Berenjavīn är kuperad åt nordväst, men åt sydost är den bergig.Runt Berenjavīn är det ganska glesbefolkat, med 39 invånare per kvadratkilometer. Närmaste större samhälle är Gālīkesh, 19,1 km nordväst om Berenjavīn. Trakten runt Berenjavīn består till största delen av jordbruksmark.